# غاري ديلون
غاري ديلون هو لاعب هوكي الجليد كندي، ولد في 28 فبراير 1959 في تورونتو في كندا.

## وصلات خارجية
- غاري ديلون على موقع دوري الهوكي الوطني (الإنجليزية)
- غاري ديلون على موقع قاعة مشاهير الهوكي (لاعب أن.إتش.أل) (الإنجليزية)
- غاري ديلون على موقع EliteProspects.com (الإنجليزية)
- غاري ديلون على موقع HockeyDB.com (الإنجليزية)
- غاري ديلون على موقع Hockey-Reference.com (الإنجليزية)